# Баб ал-Азизия
„Баб ал-Азизия“ (на арабски: باب العزيزية) е военен комплекс в южната част на Триполи – столицата на Либия. Това е основната резиденция на Муамар Кадафи до превземането ѝ от бунтовническите сили на 23 август 2011 г.
Комплексът е с площ 6 квадратни километра, разположен на главната магистрала, водеща до летището на Триполи. Ограден е с високи бетонни стени, разполага с подземни бункери и собствено водоснабдяване и система от подземни тунели, водещи до различни части на града. В комплекса освен казарми се намират джамия, футболно игрище, плувен басейн, комуникационни и административни сгради, както и палатката на Кадафи.
Според съобщения в дипломатически телеграми, публикувани в Уикилийкс, резиденцията не е пищна като дворците на Саддам в Ирак или на клана Харири в Ливан.
„Баб ал-Азизия“ е бомбардиран през 1986 и 2011 г. от самолети на САЩ и НАТО.